# Hippodrome de San Siro
 (avril 2025).
Si vous disposez d'ouvrages ou d'articles de référence ou si vous connaissez des sites web de qualité traitant du thème abordé ici, merci de compléter l'article en donnant les références utiles à sa vérifiabilité et en les liant à la section « Notes et références ».
L'hippodrome de San Siro fut inauguré en 1920. Il se situe à Milan dans le quartier de San Siro.
Depuis septembre 1999, trône à l'entrée de l'hippodrome la statue du Cheval de Léonard.